# Idalima affinis
Idalima affinis là một loài bướm đêm trong họ Noctuidae.